# К-84 «Єкатеринбург»

Схематичне зображення радянського підводного човна проєкту 667БДРМ «Дельфін»

| К-84 «Єкатеринбург»                                                                              | К-84 «Єкатеринбург» | К-84 «Єкатеринбург» |
| ------------------------------------------------------------------------------------------------ | --- | --- |
| К-84 «Екатеринбург»                                                                              | | |
|                                                                                                  | | |
| Російський атомний підводний човен К-84 «Єкатеринбург». «Звєздочка». 2014                        | | |
| Верф                                                                                             | завод № 402, Сєверодвінськ | завод № 402, Сєверодвінськ |
| Під прапором                                                                                     | СРСР Росія | СРСР Росія |
| Належність                                                                                       | Військово-морський флот СРСР · Військово-морські сили Російської Федерації                                                                   | Військово-морський флот СРСР · Військово-морські сили Російської Федерації                                                                   |
| Порт приписки                                                                                    | Гаджієво | Гаджієво |
| На честь                                                                                         | Єкатеринбурга | Єкатеринбурга |
| Закладений                                                                                       | 17 лютого 1982 | 17 лютого 1982 |
| Спуск на воду                                                                                    | 17 березня 1985 | 17 березня 1985 |
| Введений до складу флоту                                                                         | 30 грудня 1985 | 30 грудня 1985 |
| Перейменований                                                                                   | 9 лютого 1999 року присвоєне найменування «Єкатеринбург»                                                                                     | 9 лютого 1999 року присвоєне найменування «Єкатеринбург»                                                                                     |
| Виведений зі складу флоту                                                                        | 2022 | 2022 |
| На службі                                                                                        | 1985–2022 | 1985–2022 |
| Сучасний статус                                                                                  | 2022 року списаний | 2022 року списаний |
| Бойовий досвід                                                                                   | Холодна війна | Холодна війна |
| Проєкт                                                                                           | | |
| Тип ПЧ                                                                                           | атомний підводний човен з балістичними ракетами                                                                                              | атомний підводний човен з балістичними ракетами                                                                                              |
| Розробник проєкту                                                                                | ЦКБМТ «Рубін» | ЦКБМТ «Рубін» |
| Головний конструктор                                                                             | Ковальов С. М. | Ковальов С. М. |
| Класифікація НАТО                                                                                | «Delta IV» | «Delta IV» |
| Основні характеристики                                                                           | | |
| Швидкість (надводна)                                                                             | 14 вузлів (27 км/год) | 14 вузлів (27 км/год) |
| Швидкість (підводна)                                                                             | 24 вузли (47 км/год) | 24 вузли (47 км/год) |
| Робоча глибина занурення                                                                         | 320—400 м | 320—400 м |
| Гранична глибина занурення                                                                       | 550 м | 550 м |
| Автономність плавання                                                                            | 80-90 діб | 80-90 діб |
| Екіпаж                                                                                           | 135 осіб | 135 осіб |
| Розміри                                                                                          | | |
| Довжина найбільша (по КВЛ)                                                                       | 167 м | 167 м |
| Ширина корпусу найб.                                                                             | 11,7 м | 11,7 м |
| Середня осадка (по КВЛ)                                                                          | 8,8 м | 8,8 м |
| Водотоннажність надводна                                                                         | 11 740 т | 11 740 т |
| Водотоннажність підводна                                                                         | 18 200 т | 18 200 т |
| Силова установка                                                                                 | | |
| Атомна: 2 × два водо-водяних реакторів потужністю 90 МВт, дві паротурбіни потужністю 20 000 к.с. | | |
| Гвинти                                                                                           | 2 | 2 |
| Потужність                                                                                       | 2 × 90 000 к. с. | 2 × 90 000 к. с. |
| Озброєння                                                                                        | | |
| Торпедно- мінне озброєння                                                                        | 4 ТА калібру 533-мм (12 торпед САЕТ-60М та 53-65М) ракетний комплекс Д-9РМ з БРПЧ 16 ракет Р-29РМ, Р-29РМУ2 «Синева» або Р-29РМУ2.1 «Лайнер» | 4 ТА калібру 533-мм (12 торпед САЕТ-60М та 53-65М) ракетний комплекс Д-9РМ з БРПЧ 16 ракет Р-29РМ, Р-29РМУ2 «Синева» або Р-29РМУ2.1 «Лайнер» |
| ППО                                                                                              | ЗКР «Ігла-1» (8 шт.) | ЗКР «Ігла-1» (8 шт.) |

К-84 «Єкатеринбург» (рос. К-84 «Екатеринбург») — радянський та російський атомний підводний човен проєкту 667БДРМ «Дельфін», який перебував на озброєнні ВМФ СРСР та ВМФ РФ з 1985 до 2022 року. Закладений 17 лютого 1982 року на заводі завод № 402 у Сєверодвінську. 17 березня 1985 року спущений на воду. 30 грудня 1985 року включений до складу Північного флоту ВМФ СРСР.

## Історія
31 грудня 1985 року прибув до постійного місця базування на губу Оленья. З липня до грудня 1986 року проходив акустичні випробування у Білому морі. 1 квітня 1988 року підводний човен відвідав Міністр оборони СРСР генерал армії Дмитро Язов, який дав високу оцінку ракетоносцю та діям екіпажу у виконанні бойових завдань.
У 1988 році підводний човен виконав дві автономні бойові походи. У грудні 1989 року вперше в історії здійснив стрільбу ракетним боєкомплектом з підводного становища. Старт другої ракети в залпі скасовано з технічних причин.
У 1989, 1990 роках виконав дві бойові походи. 1993 року перебазований у губу Сайда.
У вересні 2002 року на заводських випробуваннях у Білому морі зазнав технічну аварію, внаслідок якої випробування були перервані, корабель повернувся до Сєверодвінська.
8 липня 2003 року підводний човен прибув в основний пункт базування в бухту Ягельна. У грудні 2003 року та у червні 2004 року успішно виконав випробування ракетного комплексу Р-29РМУ2 «Синева».
У серпні-вересні 2006 року при виконанні завдань бойової служби в Північному Льодовитому океані здійснив сплив на Північному полюсі та здійснив пуск ракети по полігону Чижа.
У 2006 році з борту підводного човна успішно запущено штучний супутник «Компас 2».
Наприкінці грудня 2011 року під час ремонтних робіт у селищі Рослякове Мурманської області на підводному човні сталася пожежа, внаслідок якої постраждали дев'ять осіб, пошкоджено антену гідроакустичного комплексу човна.
З 2012 до 2014 року перебував на капітальному ремонті та модернізації на судноремонтному заводі «Звєздочка». 19 грудня 2014 року човен було передано до бойового складу флоту.
У 2020 році виведений зі складу флоту. Наприкінці 2022 року списаний на утилізацію.